# Battaglia di Acajutla
La battaglia di Acajutla fu un conflitto combattuto nel 1524 tra il conquistador spagnolo Pedro de Alvarado ed un battaglione di Pipil, nelle vicinanze dell'odierna Acajutla, vicino alla costa di El Salvador.

## Precedenti
Hernán Cortés, dopo aver annesso la città di Tenochtitlán al suo dominio, si dedicò alla conquista dei territori posizionati a sud del territorio di Pedro de Alvarado. Questa spedizione prese il via nel dicembre del 1523 con 300 soldati spagnoli e 5 000 Amerindi. Alvarado prese il controllo di alcune città dell'odierno Guatemala, occupata dai Quiché. Alvarado si alleò con la vicina città di Los Kakchiqueles, abitata dai rivali dei Quiché. L'esercito arrivò nell'attuale El Salvador attraversando il fiume Paz il 6 giugno 1524. I vicini coloni decisero di fuggire prima dell'arrivo dei conquistadores.

## Battaglia
L'8 giugno 1524 i conquistatori giunsero nelle vicinanze di Acajutla, in un villaggio chiamato Acaxual. Qui si svolse una battaglia su campi colmi di militari, secondo le fonti, in cui i Pipil indossavano armature in cotone spesse tre dita, secondo quanto disse Alvarado, ed erano armati di lunghe lance. Questa circostanza sarebbe stata cruciale nel prosieguo della battaglia. Alvarado affrontò i Pipil con una balestra, ma i nativi non si mossero. Il condottiero notò la presenza di una vicina collina, e sapeva che avrebbe potuto diventare per i rivali un luogo in cui nascondersi. Alvarado decise di far ritirare il proprio esercito. I Pipil inseguirono immediatamente a cavallo gli uomini di Alvarado, dandogli l'opportunità di una decisa vittoria. I Pipil caduti da cavallo non riuscirono a fuggire a piedi a causa del peso dell'armatura, che permise agli spagnoli di sterminarli. Secondo le parole di Alvarado: "la distruzione fu tanto grande che in poco tempo non ne rimase vivo nessuno".
Anche l'esercito di Alvarado subì delle perdite. Nella battaglia lo stesso Alvarado fu colpito alla gamba dal proiettile di una fionda, provocandone la frattura del femore. Secondo la tradizione locale il colpo di fionda che colpì il conquistador fu scagliato da un principe Pipil di nome Atonal, tagatécu del Señorío di Cuzcatlán. L'infezione durò circa otto mesi, e lo lasciò parzialmente zoppo per il resto della vita. Nonostante questo proseguì nella sua campagna di conquista.